# Razak Omotoyossi
Razak Omotoyossi (Lagos, 8 oktober 1985 – 19 augustus 2025) was een Benins profvoetballer van Nigeriaanse komaf die als aanvaller speelde. Hij was ook actief als Benins international.
Razak Omotoyossi overleed op 19 augustus 2025 op 39-jarige leeftijd.

## Clubvoetbal
Omotoyossi begon zijn carrière in zijn thuisland Nigeria, maar zijn loopbaan leek al vroeg te ontsporen toen hij een vijf-jaar durend verbod kreeg van de NFA omdat hij een scheidsrechter zou hebben beledigd in de wedstrijd met zijn toenmalige club Sunshine Stars F.C tegen Enyimba FC. Hij maakte zijn eerste doelpunt voor het Beninse jeugdteam op het Wereldkampioenschap tegen leeftijdsgenoten uit Australië. Ook scoorde hij een belangrijke goal tegen Spartak Moskou in de 2e voorronde van de Champions League voor Sheriff Tiraspol. Hij tekende bij deze Moldavische topclub in november van het jaar 2005.
In zijn eerste seizoen in de Allsvenskan, waarin hij 14 goals uit 23 wedstrijden scoorde, werd hij topscorer samen met Marcus Berg. Na de groepsfase in de UEFA Cup in het seizoen 2007/2008 was hij samen met ploeggenoot Henrik Larsson en Bayern München-spits Luca Toni topscorer van het UEFA Cup toernooi met zes goals uit zes wedstrijden. Dankzij deze statistieken viel hij in de smaak bij SC Heerenveen. Ook nam de aartsrivaal FC Groningen contact op met de fysiek sterke aanvaller. Hij moest clubheld Erik Nevland opvolgen, maar weigerde.

## Nationaal elftal
Vanaf 2004 speelde hij voor het Benins voetbalelftal en nam deel aan de Afrikaans kampioenschap voetbal 2008 en 2010.

## Erelijst
Met clubs:
- Beker van Moldavië: 2006 (FC Sheriff Tiraspol)
- Moldavisch landskampioen: 2006 (FC Sheriff Tiraspol)

Persoonlijk:
- Topscorer Zweden: 2007